# Ode pavillonnaire
Pour plus de détails, voir Fiche technique et Distribution.
Ode pavillonnaire est un documentaire français réalisé par Frédéric Ramade et sorti en 2008.

## Synopsis
Le cinéaste revient dans le lotissement pavillonnaire de Fondettes, à la périphérie de Tours, où il a passé la majeure partie de son enfance.

## Fiche technique
- Titre : Ode pavillonnaire
- Réalisation : Frédéric Ramade
- Scénario : Frédéric Ramade
- Photographie : Sébastien Buchmann
- Son : Isabelle de Mullenheim
- Montage : Cédric Putaggio
- Musique : Jean-Jacques Palix
- Production : Atopic Films
- Pays d'origine :  France
- Durée : 50 minutes
- Date de sortie : France - 4 juin 2008

## Sélection
- Festival du film de Belfort - Entrevues 2005[2]